# Дон Мигел Руис
Мигел Анхел Руис (на испански: Miguel Ángel Ruiz) е мексикански писател, шаман и учител.
Автор е на „Четирите споразумения“ (1997; изд. „Кибеа“, 2001), „Умението да обичаш“ (1999; изд. „Кибеа“, 2005) и „Отвъд страха“ (2004; изд. „Шамбала“), както и на картите „Четирите споразумения“ (2005; изд. „Шамбала“) и „Умението да обичаш“ (2006; изд. „Шамбала“).